# Akademickie Radio Kampus
Akademickie Radio Kampus ist ein Radiosender der Universität Warschau, der größten Universität Polens. Es ist der erste und einzige terrestrisch empfangbare studentische Hörfunksender in Warschau und spielt hauptsächlich alternative Musik abseits des Mainstreams.

## Geschichte
„Jesteśmy, nadajemy, od dziś 97,1 FM to Radio Kampus“ (deutsch: „Wir sind da. Wir senden. Ab heute auf 97,1 UKW ist das Radio Kampus“). Mit diesen Worten von Robert Gajewski nahm am 1. Juni 2005 der Sender sein Programm auf und überträgt seither ein 24-Stunden-Vollprogramm auf UKW 97,1 MHz in einem Umkreis von 30 km um Warschau. Ebenso kann man den Sender weltweit über das Internet via Livestream empfangen. Täglich und damit regelmäßig schalten etwa 18.000 Hörer in Masowien den polnischsprachigen Sender ein. Seit 2006 wird auch Werbung gesendet.
Akademickie Radio Kampus ist Mitglied im Netzwerk der „polnischen akademischen Rundfunksender“ (polnisch: Polskie Rozgłośnie Akademickie, PRA), einer Gruppe von aktuell neun studentischen Radiosendern in Polen. Neben Akademickie Radio Kampus existiert  mit Radio Aktywne, einem Internetradio der Technischen Universität Warschau, noch ein weiteres akademisches Radioprojekt in der polnischen Hauptstadt, welches allerdings nicht Mitglied im Netzwerk der Hochschulsender in Polen ist.
Das Redaktionsteam des akademischen Senders besteht vor allem aus Studenten. Sie bilden die Mehrzahl unter den entscheidenden Redakteuren des Senders. Das Radio realisiert auf diese Weise den Bildungsauftrag und ermöglicht so die Berufsausbildung der Journalisten bzw. der Radioschaffenden in der Praxis. Die Arbeit der Studenten beruht auf dem Prinzip der freiwilligen Mitarbeit (Volontariat) und sie bekommen dafür keine Vergütung. Unter Aufsicht erfahrener Journalisten aus dem öffentlich-rechtlichen oder privaten Rundfunk sind die Studenten verantwortlich für das Funktionieren des Senders, den Programminhalt, die Schulung und Fortbildung sowie die Aufnahme von Bewerbern.

## Programm

### Musik
Das musikalische Profil wurde durch den Musikjournalisten Wojtek „Froy“ Rodek geschaffen, welcher früher den polnischen Radiosendern Radio Bogoria und RadioJAZZ.FM angehörte. Auf der Playliste des Senders steht neue Musik, vor allem aus den Jahren 2000 bis heute. Viel Platz wird jungen polnischen Künstlern eingeräumt und sichert ihnen durch die Medienpräsenz den Erfolg. Der Sender wurde bewusst nicht nach einer bestimmten Musikrichtung formatiert, sondern zielt auf Hörer, die für Musik verschiedener Richtungen offen sind, ermöglicht durch die von den Redakteuren bzw. Autoren geschaffenen Musiksendungen.
Die erfolgreichste Sendung von Akademickie Radio Kampus ist das interaktive Musikprogramm Alternator und wird zusammen mit den Hörern gestaltet, die per Telefon, SMS, MMS oder Gadu-Gadu über ausgewählte Nummern abstimmen können. Dreimal wöchentlich werden im Musik-Magazin Magazyn Muzyczne musikalische Neuheiten, neue Platten sowie Interviews mit Künstlern präsentiert. Werktags gibt es Musiksendungen von verschiedenen Redakteuren. Jeder Tag hat einen anderen Charakter – von Metal über Rock, Brit-Pop, Ethno, Country, Blues, Hip-Hop sowie elektronische Musik.
Jedes Jahr im Oktober organisiert der Sender große Jubiläumskonzerte, auf denen polnische Stars der alternativen Musikszene auftreten (u. a. die polnischen Bands Afro Kolektyw, Coma, Hurt, Jamal, Łona, O.S.T.R., Vavamuffin etc.). Die Konzerte dienen auch der Begrüßung neuer Studenten in Warschau.

### Nachrichten
Stündlich sendet Akademickie Radio Kampus von der Informationsredaktion (polnisch: redakcja informacji) vorbereitete Nachrichten (polnisch: Wiadomości). Schwerpunkt für die Journalisten des Senders bilden neben akademischen Informationen das Leben in der polnischen Hauptstadt. Werktags wird zusätzlich ein Informationsservice für Studenten gesendet.

### Kultur
Ein wichtiges Element des Senders ist die unabhängige und alternative Kulturlandschaft in Warschau und Polen. Wöchentlich sind über 25 verschiedene Kultursendungen auf Sendung. Die Programme bieten jungen Künstlern eine Plattform zur Präsentation ihrer Werke. Ins Studio werden dazu kreative Leute eingeladen, die ihr Werk im Rahmen des Programms vorstellen. Die Informationen sind mit Bedacht auf die Hörerschaft ausgesucht. Oft sind das junge, intelligente und an unabhängiger Kultur interessierte Hörer. Die Redaktion informiert über das Tun verschiedener Organisationen, Vereine und Verbände und arbeitet mit ihnen zusammen. Die Sendung Zwiastunów kulturalnych (deutsch: kulturelle Vorspanne), ein Programm über die Film-, Theater- und Bücherszene, gibt dreimal täglich in komprimierten Portionen Informationen über Konzerte, Festivals, unabhängige Theater, Comics und junge Autoren. Außerdem gibt es Redaktionssendungen wie Mikser kulturalny (deutsch: Kultur-Mixer), welche Kulturveranstaltungen präsentiert, Więcej kultury (deutsch: mehr Kultur), Jeszcze Więcej Kultury (deutsch: noch mehr Kultur), Kronika wypadków filmowych (deutsch: Chronik filmischer Ereignisse), Wolny dostęp (deutsch: freier Zugang; über Bücher), Za kulisami (deutsch: Hinter den Kulissen; über Theater).

### Studentenleben
Von Montag bis Freitag greift das zweistündigen Programm Studenteria Themen auf, die mit dem Studentenleben in Warschau verbunden sind. Die Studentenredaktion versucht gegen den in Polen vorherrschenden Stereotyp des Studenten anzukämpfen, der nur studiert. Der Sender präsentiert neben für Studenten wichtige Themen auch gesellschaftsrelevante Themen. Viel Platz widmet man der Planung der Karriere. Es werden auch Studienrichtungen und die Universität selbst vorgestellt.

### „Redaktion Publizistik“
Die sogenannte „Redaktion Publizistik“ (vgl. polnisch: redakcja publicystyki) beschäftigt sich journalistisch mit ganz unterschiedlichen Themen und gestaltet die Morgen- und Nachmittagsprogramme. Zusätzlich zu ihren Reportagen beschäftigt sie sich mit Angelegenheiten im studentischen Umfeld, worüber sie im Magazin Erka sprechen. Eine andere Sendung bei Akademickie Radio Kampus ist zum Beispiel Kierunek psychologia (deutsch: „Richtung Psychologie“; über Psychologie).

### Sport
Der tägliche Sport-Service fasst die wichtigsten Sportereignisse des Tages zusammen. Die Sendung Warszawski Fan (deutsch: „Warschauer Fan“) stellt an jedem Sonntag ein Programm bereit, welches Sportthemen gewidmet ist. Die Macher der Sendung beschäftigen sich hauptsächlich mit den Ereignissen in der Hauptstadt Polens, aber sie berücksichtigen auch die wichtigsten Sportveranstaltungen in Polen und in der restlichen Welt. Die Korrespondenten des Radios sind anwesend bei Fußballspielen von KP Legia Warszawa, KSP Polonia Warszawa und Znicz Pruszków, bei Spielen der Basketballabteilung des KSP Polonia Warszawa sowie bei Volleyballspielen desAZS Politechnika Warszawsk, der technischen Hochschule Warschaus, und vom AZS UW Warszawa. In den Sendungen werden ebenso Informationen über die polnischen Ligen im American Football und im Rugby bereitgestellt.  Andere Veranstaltungen, über die berichtet wird, sind der Marathon von Masowien (MTB Mazovia Maraton), die Warschauer Handballspiele, der Warschauer Marathon (Maraton Warszawski), das Straßenfahrradrennen Tour de Pologne (polnisch: Wyścig Dookoła Polski) u. v. a.
In der Sendung Extrema berichten drei Redakteure über Veranstaltungen im Extremsport. Gäste der Sendung waren bekannte polnische Sportler wie zum Beispiel Mateusz Kusznierewicz (Segeln) und Jagna Marczułajtis (Snowboard).